# Вулиця Чорних Запорожців (Київ)
Ву́лиця Чорних Запорожців — вулиця в Дніпровському районі міста Києва, у межах Воскресенського масиву. Пролягає від Старосільської вулиці до вулиці Остафія Дашкевича.
Прилучається Воскресенський проспект.

## Історія
Вулиця виникла 1961 року внаслідок об'єднання Сухопутної і частини Ошитківської вулиці (обидві виникли в середині XX століття, назви з 1957 року), з 1961 року — вулиця Академіка Вернадського (тепер на його честь названо бульвар у Святошинському районі). З 1963 вулиця мала назву на честь революціонера Петра Запорожця. Сучасна назва на честь військового формування кавалерії армії УНР Чорних Запорожців та  72 ОМБр імені Чорних Запорожців— з 2024 року.

## Установи
- Київська міська клінічна лікарня № 3 (буд. № 26).
- Поліклініка № 1 Дніпровського району (буд. № 26).
- Пологовий будинок № 6 (буд. № 26).
- Храм блаженної Ксенії Петербурзької.